# Represa Biritiba
A Represa Biritiba é formada pela barragem de mesmo nome localizada no rio Biritibamirim, no município de Biritiba Mirim, estado de São Paulo.

## Características
Inicialmente projetada com a finalidade de controle da vazão do rio Tietê, foi inaugurada no ano de 2005. Pertence ao Departamento de Águas e Energia Elétrica (DAEE) e faz parte do Sistema Alto Tietê da Companhia de Saneamento Básico do Estado de São Paulo (SABESP) para o abastecimento de água da Região Metropolitana de São Paulo.
A barragem possui uma altura de 26 metros e seu reservatório possui uma área inundada de 241,59 hectares, com capacidade de 34,76 milhões de metros cúbicos de água.